# Réjean Lafrenière
Pour les articles homonymes, voir Lafrenière.
Réjean Lafrenière, né le 31 août 1935 à Messines et mort le 30 avril 2016 à Lac-Sainte-Marie, est un homme politique canadien. Il est député provincial dans Gatineau pendant 18 ans.

## Biographie

### Éducation
Réjean Lafrenière a fait ses études au Séminaire de Mont-Laurier, dans l'école des arts et métiers.

### Carrière professionnelle
Réjean Lafrenière a commencé sa carrière en 1956 comme gérant de l'entreprise familiale, H. Lafrenière enr. Après une dizaine d'années il en devient le propriétaire. En 1970 il se lance dans l'immobilier en formant le Lac-Sainte-Marie Realty qu'il dirige jusqu'en 1988.

### Carrière publique
Au cours des années Réjean Lafrenière a participé à la formation de plusieurs établissements publics dans la région de la Gatineau. En 1967 il aide à la fondation d'un foyer d'accueil situé à Gracefield. En 1983 il a été Gouverneur de l'hôpital de Maniwaki. En 1989 il a été membre du Comité consultatif pour l'Ouest du Québec, travaillant pour l'Entente auxiliaire Canada-Québec sur le développement économique des régions.
Il instaure la Fondation Bürhle en 1989, un organisme qui est destiné à offrir de l'aide financière aux étudiants en tourisme et en hôtellerie dans la région de la Vallée-de-la-Gatineau.

### Carrière politique
Réjean Lafrenière fait ses débuts en politique en 1967 en étant élu maire de Lac-Sainte-Marie; son mandat va jusqu'en 1989. Il a été choisi préfet du comté de Gatineau pour 1968 et 1969. Après la réforme des municipalités au début des années 1980 il a été choisi par le conseil de la MRC de la Vallée-de-la-Gatineau pour y occuper le poste de préfet de 1983 à 1989. Les maires de la MRC choisissaient le préfet par une élection entre leurs membres à cette époque.
Il siège à la Commission scolaire Henri-Bourassa et à la Commission scolaire de la Haute-Gatineau comme commissaire, de 1974 à 1979.
Réjean Lafrenière a été élu député libéral dans Gatineau en 1989. Il est réélu en 1994, en 1998 et en 2003. Durant ses 18 ans comme membre de l'Assemblée nationale, il a participé au gouvernement dans plusieurs fonctions. De mars à septembre 1994 il a été adjoint parlementaire du ministre des Ressources naturelles et ministre délégué aux Affaires autochtones. En mai 2003 il est nommé adjoint parlementaire du ministre des Transports jusqu'à la fin de son mandat. M. Lafrenière a décidé de ne pas se représenter pour l'élection de 2007.